# WiGig

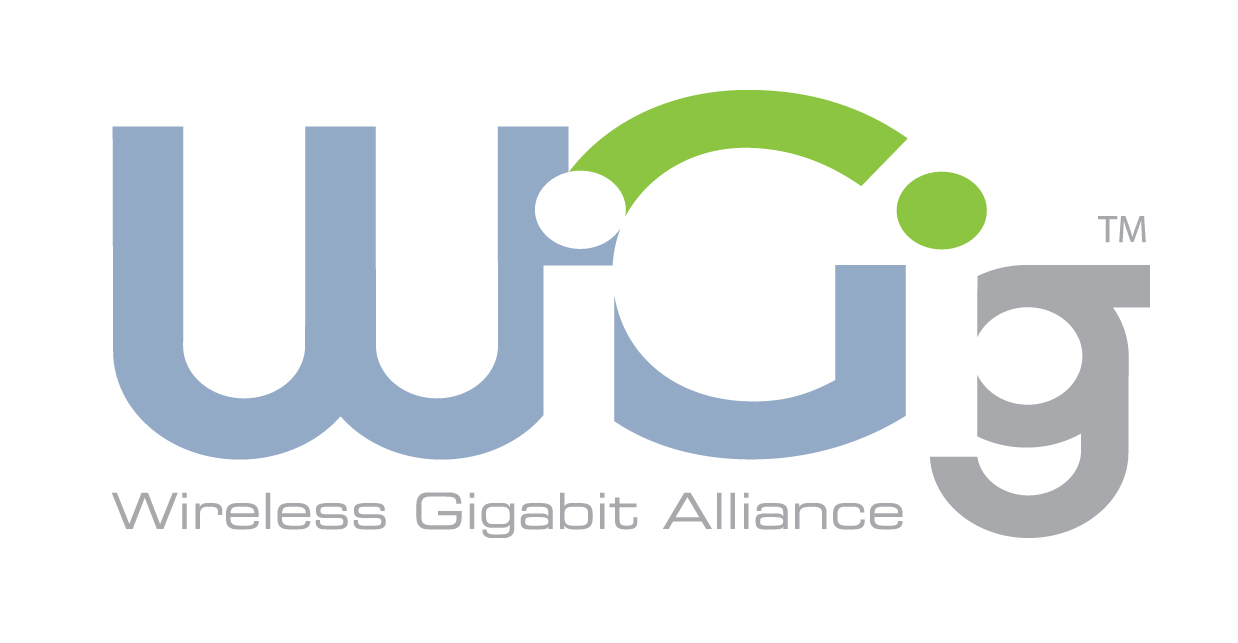
Logo de WiGig

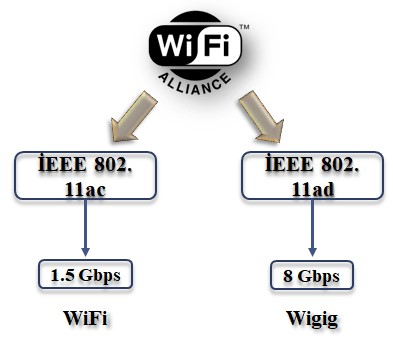

WiGig, també conegut com a Wi-Fi de 60 GHz, fa referència a un conjunt de protocols de xarxes sense fils a 60 GHz. Inclou l'estàndard IEEE 802.11ad actual i també l'estàndard IEEE 802.11ay.
L'especificació WiGig permet que els dispositius es comuniquin sense cables a velocitats de diversos gigabits. Permet aplicacions de dades, visualització i àudio sense fil d'alt rendiment que complementen les capacitats dels dispositius LAN sense fil anteriors. Els dispositius WiGig habilitats per a tres bandes, que operen a les bandes de 2,4, 5 i 60 GHz, ofereixen velocitats de transferència de dades de fins a 7 Gbit /s (per a 11ad), aproximadament tan ràpid com una transmissió 802.11ac de 8 bandes i més d'onze vegades més ràpid que la velocitat 802.11n més alta, tot i que es manté la compatibilitat amb els dispositius Wi-Fi existents. Els 60 El senyal d'ona mil·limètrica GHz normalment no pot penetrar a les parets, però es pot propagar per reflex de parets, sostres, sòls i objectes mitjançant la formació de feix integrat al sistema WiGig. Quan s'allunya de la sala principal, el protocol pot canviar per fer ús de les altres bandes inferiors a una velocitat molt més baixa, ambdues poden propagar-se a través de les parets.
802.11ay té una velocitat de transmissió de 20 a 40 Gbit/s i una distància de transmissió ampliada de 300 a 500 metres. 802.11ay no s'ha de confondre amb el nom semblant 802.11ax que es va publicar el 2019. L'estàndard 802.11ay està dissenyat per funcionar a freqüències molt més altes. La freqüència més baixa de 802.11ax li permet penetrar a les parets, cosa que l'estàndard 11ay lluita per fer. Tot i que tenen velocitats similars, gràcies a molt més espectre, 802.11ay pot aconseguir velocitats molt més altes: 277 Gb/s vs ~3,6 Gbit/s (4 fluxos: 2x 160Mhz @ 1.2Gbit/s + 2x 80Mhz @ 0.6Gbit/s).
El nom WiGig prové de Wireless Gigabit Alliance, l'associació original que es va formar per promoure l'adopció de IEEE 802.11ad. Tanmateix, ara està certificat per Wi-Fi Alliance.

## Especificació
L'especificació WiGig MAC i PHY, versió 1.1, inclou les capacitats següents:
- Admet velocitats de transmissió de dades de fins a 7 Gbit /s - una mica més d'onze vegades més ràpid que la taxa 802.11n més alta
- Complementa i amplia la capa de control d'accés a mitjans (MAC) 802.11 i és compatible amb l'estàndard IEEE 802.11.
- La capa física permet dispositius WiGig de baixa potència i alt rendiment, garantint la interoperabilitat i la comunicació a velocitats de gigabit per segon
- S'estan desenvolupant capes d'adaptació de protocols per suportar interfícies de sistemes específiques, com ara busos de dades per a perifèrics de PC i interfícies de visualització per a televisors d'alta definició, monitors i projectors.
- Suport per a la formació de feix, que permet una comunicació robusta fins a 10 metres. Els feixos es poden moure dins de l'àrea de cobertura mitjançant la modificació de la fase de transmissió d'elements d'antena individuals, que s'anomena formació de feix d'antena de matriu en fase.
- Seguretat avançada i gestió d'energia àmpliament utilitzada per a dispositius WiGig

## Aplicacions
El 3 de novembre de 2010, WiGig Alliance va anunciar les especificacions de la capa d'adaptació del protocol d'E/S i A/V WiGig versió 1.0 (PAL). Les especificacions de l'aplicació s'han desenvolupat per donar suport a interfícies de sistema específiques, incloses extensions per a perifèrics de PC i interfícies de visualització per a televisors d'alta definició, monitors i projectors.
Extensió de pantalla WiGig
- Admet la transmissió sense fil de dades audiovisuals
- Habilita DisplayPort sense fil i altres interfícies de pantalla que inclouen la funció de protecció de contingut digital d'amplada de banda alta 2.0.
- Ofereix aplicacions A/V clau, com ara la transmissió de vídeo lleugerament comprimit o sense comprimir des d'un ordinador o càmera digital a un HDTV, monitor o projector.